# Frankenheim (Markranstädt)
Frankenheim ist eine Ortschaft der Stadt Markranstädt im Landkreis Leipzig in Sachsen. Zur Ortschaft gehören die Orte Frankenheim, Lindennaundorf und Priesteblich.

## Geografie
Frankenheim liegt in der Leipziger Tieflandsbucht zwischen Leipzig im Osten und der Landesgrenze zu Sachsen-Anhalt im Westen. Im Norden grenzt das Ortsgebiet an den Landkreis Nordsachsen, d. h. Frankenheim ist die nördlichste Ortschaft von Markranstädt. Der Ort liegt am Zschampert, einem Zufluss der Weißen Elster. Wenige Kilometer nördlich von Frankenheim, zwischen Dölzig und Burghausen, liegt als Teil des nordwestlichen Leipziger Auenwaldes die Erhebung Bienitz, durch die der Saale-Leipzig-Kanal (früher Elster-Saale-Kanal) verläuft.

## Geschichte
Die Gegend um Frankenheim wurde nach 600 vom westslawischen Stamm der Chutici besiedelt, die u. a. Priesteblich bewohnten. Die Gründung von Frankenheim und Lindennaundorf geht auf die Ansiedlung fränkischer Bauern zur Karolingerzeit zurück. Das Straßendorf Lindennaundorf wurde bereits 1050 in einer Urkunde erwähnt, in welcher der Ort im Gau Schkeuditz dem Bistum Merseburg übereignet wurde. Die erste urkundliche Erwähnung von Frankenheim erfolgte in einer Kaufurkunde aus dem Jahr 1285, in der Markgraf von Landsberg den Gerichtsstuhl Ranstete (Markranstädt) mit 29 Dörfern, darunter Lindennaundorf, Frankenheim und Priesteblich an den Bischof von Merseburg verkaufte.
In der Folgezeit gehörten die drei Orte bis 1815 zum hochstift-merseburgischen Amt Lützen, das seit 1561 unter kursächsischer Hoheit stand und zwischen 1656/57 und 1738 zum Sekundogenitur-Fürstentum Sachsen-Merseburg gehörte. Vom restlichen Amt Lützen waren die drei Orte fast vollständig durch das Gebiet des Klosters Altranstädt getrennt, das als Exklave zum kursächsischen Kreisamt Leipzig gehörte. Die Gerichtsbarkeit über Priesteblich lag beim Rittergut Domsen (bei Hohenmölsen), das den Herren von Bünau gehörte. Als Teil des albertinischen Sachsens wurde in Frankenheim, Lindennaundorf und Priesteblich im Jahr 1538 die Reformation eingeführt. In dieser Zeit wurde die Hauptkirche in Priesteblich mit den Kirchen Rückmarsdorf (Rigmarsdorf) mit Frankenheim und Lindennaundorf (Nawendorff) zu einer Parochie verbunden. 
Durch die Beschlüsse des Wiener Kongresses wurde der Westteil des Amts Lützen im Jahr 1815 an Preußen abgetreten. Die drei Orte Frankenheim, Lindennaundorf und Priesteblich verblieben jedoch mit dem Ostteil des Amts beim Königreich Sachsen und wurden dem Kreisamt Leipzig angegliedert. Sie lagen nun an der Grenze zu Preußen. Ab 1856 gehörten die Orte zum Gerichtsamt Markranstädt und ab 1875 zur Amtshauptmannschaft Leipzig. 
Am 1. Juli 1950 wurde Lindennaundorf nach Frankenheim eingemeindet. Bei der Kreisreform in der DDR kamen Frankenheim mit Lindennaundorf und Priesteblich im Jahr 1952 zum neu gebildeten Kreis Leipzig-Land im Bezirk Leipzig. Am 1. Juni 1973 wurde Priesteblich nach Dölzig eingegliedert, mit dem der Ort 1994 zur Gemeinde Bienitz kam. Bei der Kreisreform des Freistaats Sachsen im Jahr 1994 wurden die Gemeinde Frankenheim und der Ortsteil Priesteblich dem Landkreis Leipziger Land zugeordnet.
Die Gemeinde Frankenheim wurde mit der Eingemeindung nach Markranstädt am 1. Januar 1997 ein Ortsteil der Stadt. Priesteblich kam bei Auflösung der Gemeinde Bienitz zum 1. Januar 2000 durch Umgliederung an Markranstädt. Die Ortschaft Frankenheim besteht seitdem aus den drei Ortsteilen Frankenheim, Lindennaundorf und Priesteblich.

## Verkehr
Wenige Kilometer nördlich von Frankenheim verläuft die Bundesstraße 181. Die Bundesstraße 186 verläuft westlich von Frankenheim und südöstlich befindet sich die Bundesstraße 87. Die nächsten Autobahnen sind die A9 im Westen, die A14 im Norden und die A38 im Süden. 8 Kilometer nördlich befindet sich der Flughafen Leipzig/Halle. In Miltitz, welches 1,5 Kilometer südlich ist, befindet sich die nächste Zuganbindung, an der stündlich jeweils ein Zug Richtung Leipzig und ein Zug in die Gegenrichtung fährt. Frankenheim besitzt 5 Bushaltestellen, davon befindet sich jeweils eine in Lindennaundorf bzw. Priesteblich.

## Persönlichkeiten
- Carl Friedrich Meißner (1818–1881), Lehrer, Komponist und Autor